# Třebonice

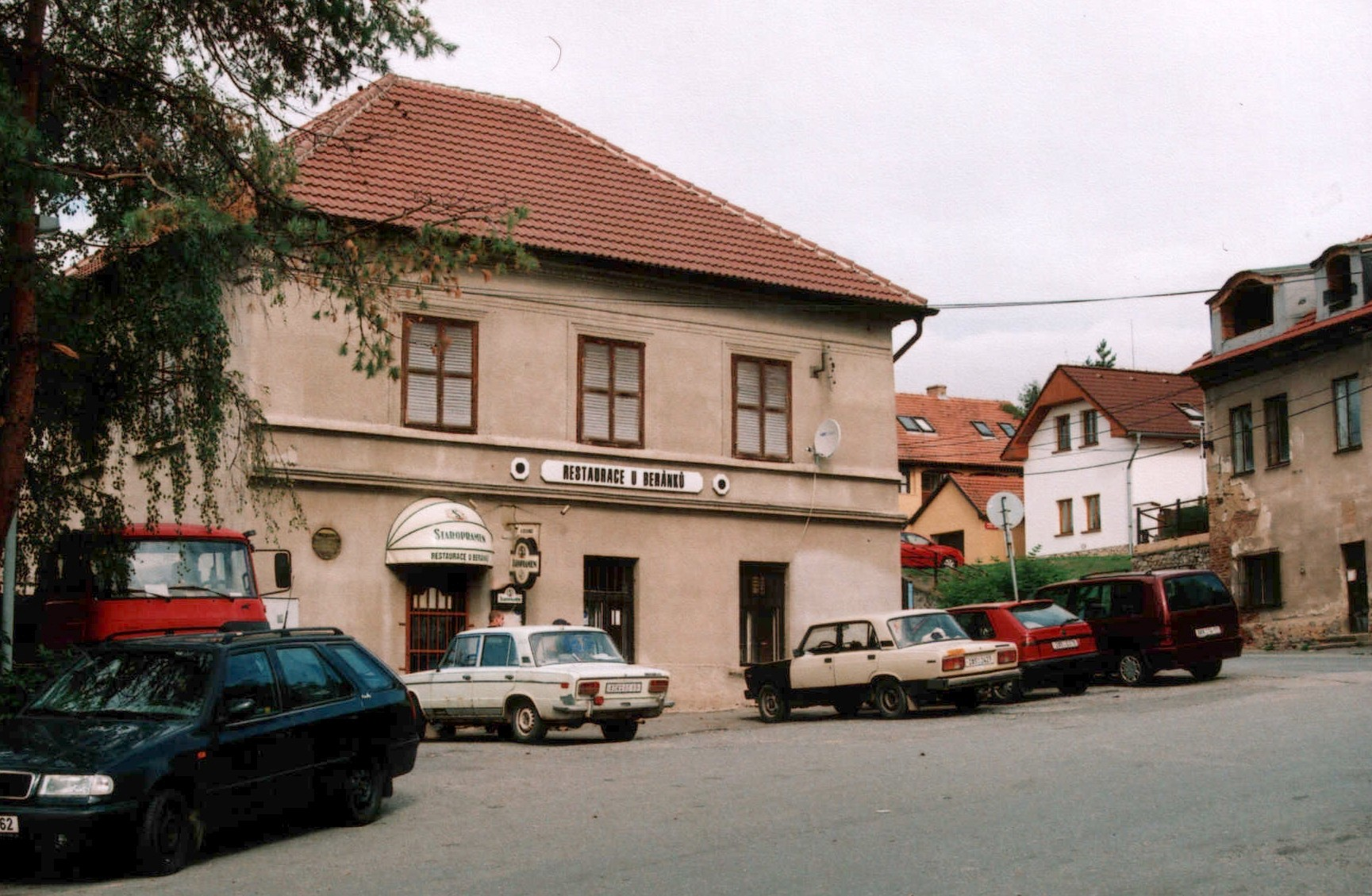
Restauracja w Třebonicach

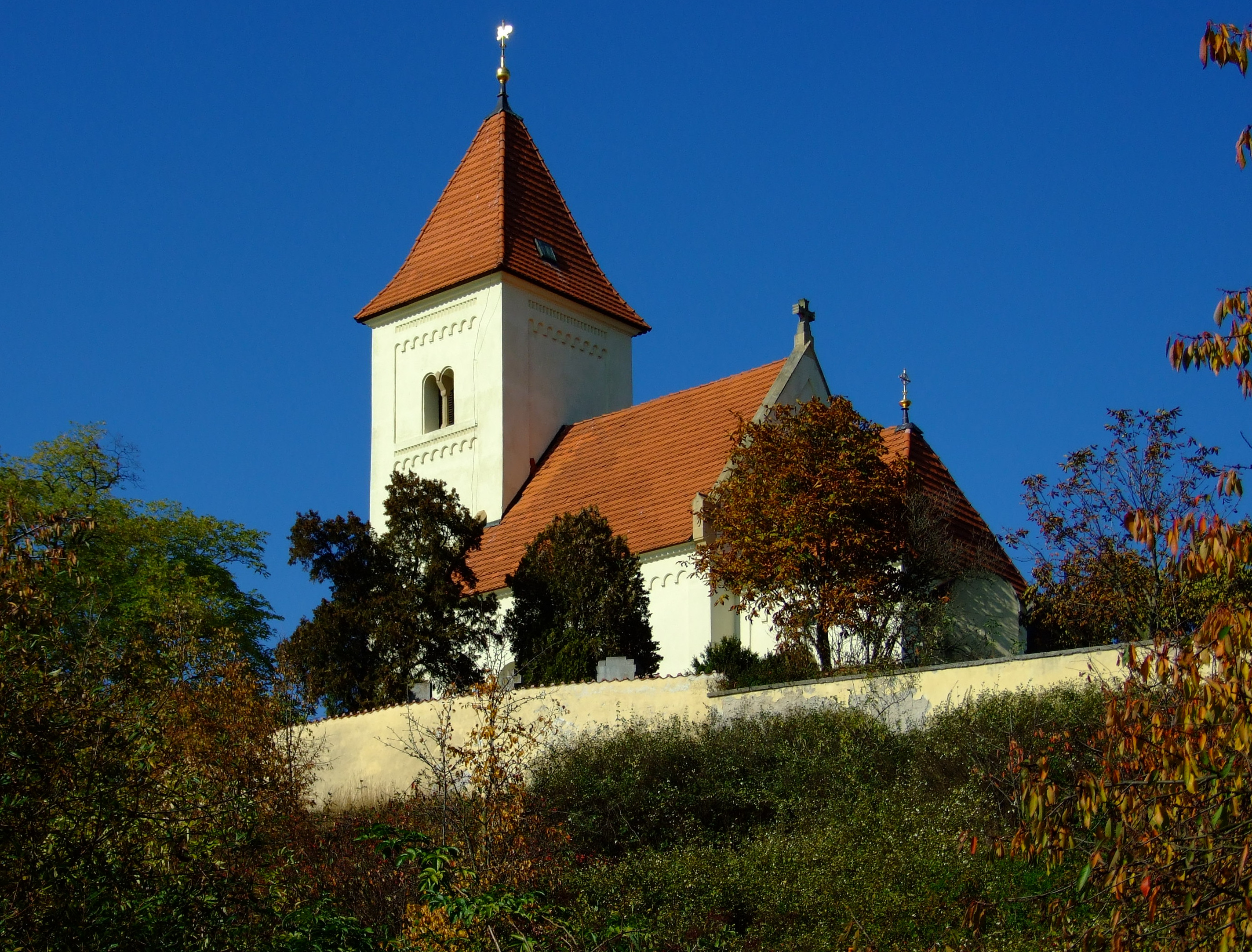
Kościół św. Jana i Pawła

Třebonice – jednostka ewidencyjna (katastrální území) Pragi, stolicy Czech.
Położona jest w dzielnicy Praga 5 i obwodzie administracyjnym Praga 13 (w Pradze obok dzielnic o numerach 1-10 funkcjonują obwody administracyjne o numerach 1-22), obok większej jednostki ewidencyjnej – Řeporyje. Jest jedną z najbardziej oddalonych od centrum jednostek Pragi – najbliższa stacja metra to Zličín.
Třebonice były kiedyś osobną wsią, położoną nad potokiem Dalejskim (Dalejský potok) – pierwsza pisemna wzmianka pochodzi z 1271. W 1900 mieszkały tam 394 osoby (obecnie 413). W granice Pragi została włączona w 1974.
Na jej terenie znajduje się neogotycka kapliczka z 1886 r. oraz pomnik poległych podczas I wojny światowej, postawiony w latach 20. XX wieku. W pewnym oddaleniu, na wzgórzu, stoi romański kościółek św. Jana i Pawła z XIV wieku – jedyna pozostałość po nieistniejącej wsi Krteň (dawnej posiadłości królewskiej, następnie kościelnej; przestała istnieć w XVII w.).